# イェスパー・ユエルスゴーア
イェスパー・ユエルスゴーア（Jesper Juelsgård、1989年1月26日 - ）は、デンマーク・リンケビング＝スケアン出身のプロサッカー選手。元サッカーデンマーク代表。ヴァルル・レイキャヴィーク所属。ポジションはDF。

## 経歴

### クラブ
FCミッティランでプロデビュー。
2014年7月、エヴィアン・トノン・ガイヤールFCに移籍。
2015年8月、出場機会を求めブレンビーIFに移籍。シーズン序盤こそ順調だったものの、徐々に出番を失い、2016年夏の移籍ウインドーでオーフスGFに移籍。
2022年2月22日、ヴァルル・レイキャヴィークに移籍。

### 代表
各年代でデンマーク代表に選出されている。
2012年8月にデトロイトで開催された親善試合・スロバキア戦でA代表初キャップ。試合には1-3で敗れた。

## 代表歴
- デンマークU-16
- デンマークU-17
- デンマークU-18
- デンマークU-19
- デンマークU-21
  - UEFA U-21欧州選手権2011
- デンマーク代表